# Reichsministerium für die besetzten Gebiete
Das Reichsministerium für die besetzten Gebiete bestand in der Weimarer Republik vom 24. August 1923 bis zum 30. September 1930. Es ist nicht zu verwechseln mit dem nationalsozialistischen Reichsministerium für die besetzten Ostgebiete.

## Hintergrund
Schon im Dezember 1918 besetzten französische, belgische und britische Truppen Teile des Rheinlandes und angrenzende Gebiete in Hessen, Hessen-Nassau und der Pfalz. Im Versailler Vertrag, der am 10. Januar 1920 in Kraft trat, wurden als alliierte Besatzungszone das linksrheinische Gebiet sowie die „Brückenköpfe“ von Köln, Koblenz und Mainz festgelegt. Als Folge von Auseinandersetzungen um die Zahlung der Reparationen aus dem Versailler Vertrag erfolgte ab Januar 1923 die Ruhrbesetzung durch französische und belgische Truppen.

## Gründung
Bereits ab 1920 war die Errichtung eines für die Verwaltung der besetzten Gebiete zuständigen Ministeriums mehrfach erörtert worden und nach der Bildung der Regierung Stresemann schließlich umgesetzt. Das Reichsministerium für die besetzten Gebiete wurde auf Erlass des Reichspräsidenten zum 27. August 1923 eingerichtet, mit folgenden Aufgabenbereichen und Zuständigkeiten:
- Abteilung IV (Staatssekretariat für die besetzten rheinischen Gebiete) des Reichsministeriums des Innern

- Abteilung R (Reichsschatzverwaltung der besetzten rheinischen Gebiete) des vormaligen Reichsschatzministeriums

- Kommissar des Reichskanzlers für die Ruhrabwehr beziehungsweise die Zentralstelle Rhein-Ruhr.

- Reichskommissar für die besetzten rheinischen Gebiete

- die Reichsvermögensverwaltung für die besetzten rheinischen Gebiete, die Reichsentschädigungsstelle für Ausgewiesene an Rhein und Ruhr sowie die Rheinische Volkspflege.

Im Gegensatz zu den anderen Reichsministerien war das Reichsministerium für die besetzten Gebiete ein Regionalministerium, das andere Zuständigkeiten in seinem Gebiet mit verwaltete.
Nach dem Ende der alliierten Rheinlandbesetzung am 30. Juni 1930 wurde das Ministerium aufgelöst.

## Liste der Reichsminister für die besetzten Gebiete
| Zeitraum  | Name                 | Partei    | Regierungskabinett(e)                         |
| --------- | -------------------- | --------- | --------------------------------------------- |
| 1923      | Johannes Fuchs       | Zentrum   | Kabinett Stresemann I, Kabinett Stresemann II |
| 1923–1925 | Anton Höfle          | Zentrum   | Kabinett Marx I, Kabinett Marx II             |
| 1925      | Josef Frenken        | Zentrum   | Kabinett Luther I                             |
| 1925–1926 | Hans Luther          | parteilos | Kabinett Luther I                             |
| 1926–1927 | Johannes Bell        | Zentrum   | Kabinett Marx III                             |
| 1927–1928 | Wilhelm Marx         | Zentrum   | Kabinett Luther II, Kabinett Marx IV          |
| 1928–1929 | Theodor von Guérard  | Zentrum   | Kabinett Müller II                            |
| 1929      | Carl Severing        | SPD       | Kabinett Müller II                            |
| 1929–1930 | Joseph Wirth         | Zentrum   | Kabinett Müller II                            |
| 1930      | Gottfried Treviranus | KVP       | Kabinett Brüning I                            |

Siehe auch: Reichsregierung (Weimarer Republik)

## Staatssekretäre
- 1923–1930: Carl Christian Schmid, DVP